# ツイフェミ
ツイフェミとは、Twitter（現・X）上でフェミニズム的な言動を展開する人々またはその現象を指す俗語・インターネットスラングである。ツイッター・フェミニズムおよびツイッター・フェミニストの略語である。
ミソジニストがストローマン論法によってフェミニストの発言を捏造する行為や、ツイフェミになりすましてわざと炎上を誘発する行為などが横行している可能性が指摘されている。なりすましの具体例としては、青識亜論によるものがある（詳細は青識亜論#フェミニストなりすましアカウントの運用）。

## 論争

### スバルCMに関する論争
2014年11月、スバルのCMが炎上した。このCMは、夫がサーフィンを楽しんでいる一方で妻と子供は車の中からそれを眺めているだけで、帰りは夫と子供が後部座席で眠るなか妻が車を運転するというものだった。これに対し、趣味に付き合わせた挙句に運転させることは男尊女卑であるという批判などが殺到した。

### 美濃加茂市観光協会のポスター問題
2015年11月、美濃加茂市観光協会のポスターが炎上した。同協会はテレビアニメ「のうりん」とコラボしたスタンプラリー「みのかもまるっとスタンプラリー2015」を実施しており、ボイン良田こと良田胡蝶というキャラクターがその宣伝ポスターに起用されていた。しかし、良田の巨乳が服に納まりきらず谷間がはっきり見えていたため、女性差別である、セクハラであるといった批判が殺到した。批判を受け、同協会は公式サイトに謝罪文を掲載し、ポスターを撤去・刷新して再配布した。

### バーチャルYouTuber「キズナアイ」論争
2018年10月、NHKの特設サイト『まるわかりノーベル賞2018』が炎上した。本サイトにはVtuberのキズナアイが出演しており、批判の論調は2種類あった。「胸など性的な部分を強調してアイキャッチにしたものをNHKが使うとは何ごとか」というものと、キズナアイが相槌を打つばかりで女性が「補助的な役割を担わされている」という性役割の問題である。
この論争について、キズナアイを運営していたActiv8株式会社代表取締役の大坂武史は「批判的な声に関しては、有名になることで『見られ方が変わったのだ』と気づかされましたね」と回顧している。

## 評価・意見
- 批評家の後藤和智は、ツイフェミという言葉はフェミニズムに対する誤った偏見、憎悪、そして嘲笑を含む「（使用者による）恣意的で操作的な概念」であり、「男性向けのメディアや言論文化の持つ攻撃性を示す言葉としての性格をどんどん強めています」と指摘した[11]。
- ジェンダー論専門家の千田有紀はツイフェミに関する議論の中で、NHKの特設サイト『まるわかりノーベル賞2018』にキズナアイが登場し論争を呼んだ際、千田のキズナアイへの批判が文脈を切り取られてフェイクニュースメディアに拡散されツイッターで炎上したこと、炎上の原因となったはずの千田が書いた記事そのものは実際にはほとんどアクセスが無く読まれていなかったこと、一度炎上してしまうと千田本人が否定しても効果が無かったことを例に挙げて、「（ツイッターは）議論するメディアとしては難しいと思っている」とした[12]。
- 活動家の坂爪真吾は、「ツイフェミ」という語はミソジニスト（女性嫌悪者）によって生み出されたものであり、Twitter上でフェミニズムと彼女たちが考えている理論を振りかざし、女性差別を行っていると彼女たちが見なした個人や組織を苛烈に攻撃する者たち、つまり、フェミニストと称して男性に対する過激な批判や憎悪に満ちたつぶやきを繰り返すアカウント群がツイフェミと呼ばれている、と分析する[13][14]。彼女らは自らを絶対被害者化し、目に入るあらゆる情報に女性差別を見出した上で、根拠もなく他者の言動や表現を制約しようとしている[15]。彼女らによって「火種」が発見されると、ネット上で拡散や批判が爆発的に増加して、最終的に炎上にまで発展するという[16]。また、ツイフェミの思想の源泉は日本キリスト教婦人矯風会であるとして、北原みのりが矯風会の設立を日本のフェミニズム史の原点として捉えたことや、矯風会の思想と運動を起点とすることで新しいフェミニズム史が切り開かれるという北原の宣言を参照しつつ、歴史的にツイフェミは「被害者/加害者」二元論と感情論が優勢になるSNS時代に復活した「矯風会2.0」の影響を色濃く受けていると述べている[17]。また、坂爪はミソジニストは「今の日本は男性差別が公然と行われている『女尊男卑』社会であり、男性はあらゆる場面で女性から虐げられている」という偏った「真実」を信じており、その「真実」を伝えるためにはどんな手段を取っても許されるという歪んだ正義感を抱いていて[18]、彼らが女性活動家やフェミニストを「フェミ」や「ツイフェミ」などとして批判や罵倒を繰り返していたことに、この語の起源があると分析する[19]。
- ネット論客の青識亜論は、「ツイフェミ」の正の面として、女性が素直な感情を書け、議論ができる場所である点、学者やメディア関係者とも平場で話ができる点、大手メディアが独占していた言論の場を民主化した点などを挙げた[1]。一方で負の面として、差別やハラスメントの告発などの否定しづらい「正義」の問題に安直に接合して感情的になりやすく、ツイッターがリミッターを解除して「いくらでも相手を殴っていい」ように感じさせる役割をはたしていることを挙げた[1]。